# RIG-I-like receptor

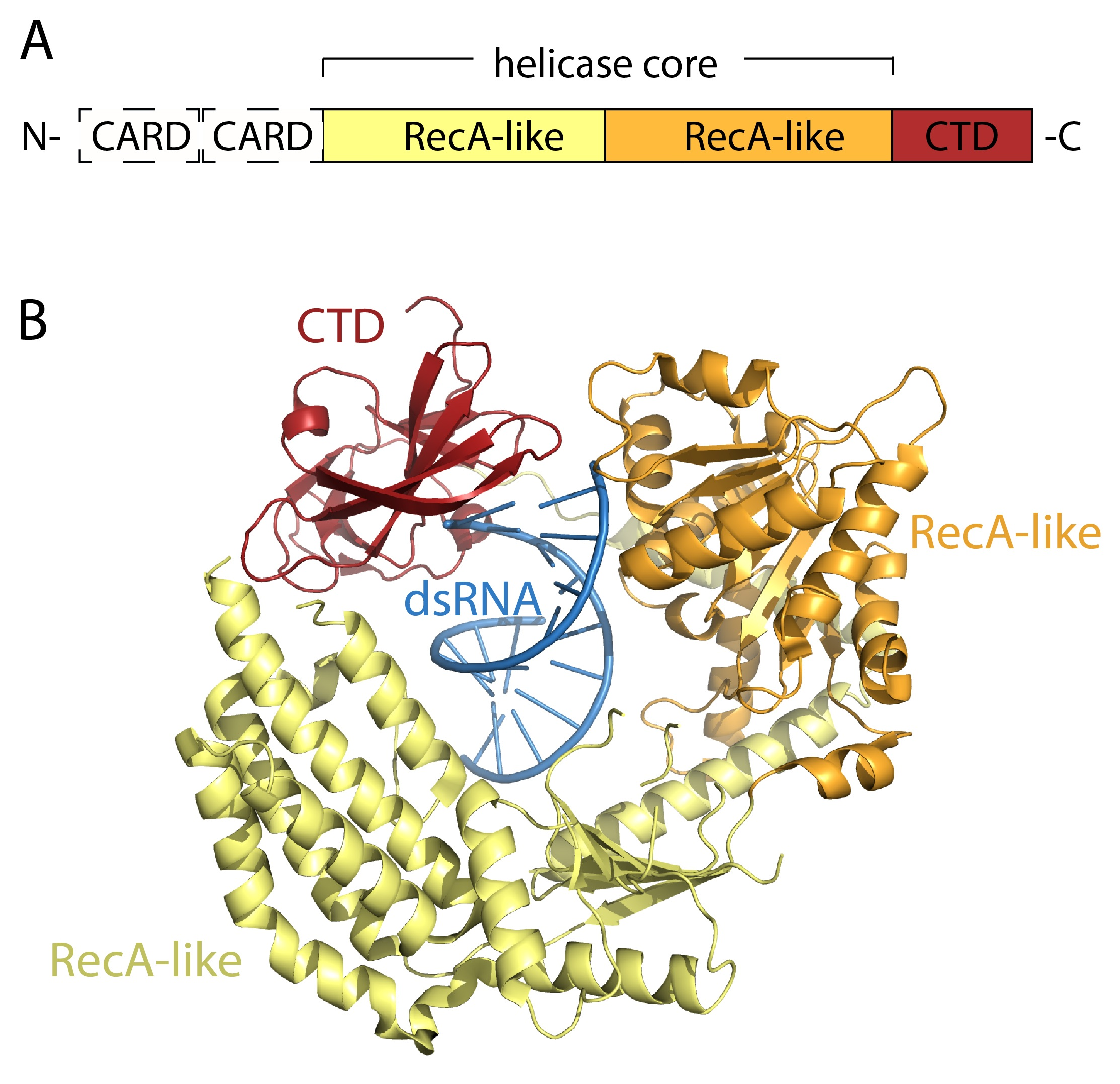
De domeinarchitectuur van RIG-I. Bovenaan een schema van RIG-I, onderaan een lintdiagram van RIG-I met een gebonden RNA.

RIG-I-like receptoren (retinoic acid-inducible gene), afgekort als RLRs, zijn een groep van intracellulaire pattern-recognition-receptors die een belangrijke rol spelen in de herkenning van virussen. Het eiwit RIG-I is de best gekarakteriseerde receptor in de RLR-familie. Samen met MDA5 en LGP2 zijn deze receptoren belangrijk voor het in gang zetten van de aangeboren immuunrespons tegen virussen in de meeste lichaamsweefsels van gewervelden.
RIG-I-like receptoren behoren tot de RNA-helicases. RIG-I en MDA-5 kunnen een binding aangaan met dubbelstrengse RNA-moleculen, die accumuleren in de cel tijdens infectie met RNA-virussen. Dubbelstrengs RNA komt onder normale omstandigheden niet of nauwelijks voor in dierlijke cellen, waardoor RIG-I-like receptoren een (globaal) onderscheid kunnen maken tussen viraal en lichaamseigen RNA. RIG-I-like receptoren vormen een frontlijn van de antivirale afweer.

## Antivirale respons
Wanneer RIG-I-like receptoren een lichaamsvreemd dubbelstrengs RNA op het spoor komen, slaan ze alarm en zetten ze een signaalcascade in gang waarbij verschillende signaaleiwitten elkaar beurtelings activeren. Wanneer RIG-I of MDA-5 een viraal RNA detecteren, ontvouwen ze hun zogenaamde CARD-domeinen, die een interactie aangaan met het signaaleiwit MAVS. Naar MAVS worden diverse andere signaaleiwitten gerekruteerd, zoals TRAF3 en het IKKε/TBK1-complex. Uiteindelijk worden de transcriptiefactoren IRF3 of IRF7 geactiveerd die de expressie van type-I-interferonen en andere ontstekingsbevorderende cytokinen stimuleren. Deze worden uitgescheiden door de cel en alarmeren naburige cellen dat er een virusinfectie gaande is. Het resultaat is dat deze cellen hun antivirale afweermechanismen inschakelen.

## Regulatie
Om overmatige of onbedoelde activatie van de RLR-pathway te voorkomen, is het van belang dat de RIG-I-like receptoren strikt worden gecontroleerd door regulerende mechanismen. Wanneer RLRs in de afwezigheid van een virusinfectie actief zijn, kan een steriele of chronische interferonrespons ontstaan. Een van de manieren waarop RIG-I-like receptoren gereguleerd worden is door middel van posttranslationele modificaties zoals fosforylering of ubiquitinering. Er zijn ook aanwijzingen dat niet-coderende RNA-moleculen, zoals vault RNA, een rol spelen in de regulatie van RLRs.